# Heteroglenea momeitensis
Heteroglenea momeitensis är en skalbaggsart. Heteroglenea momeitensis ingår i släktet Heteroglenea och familjen långhorningar.

## Underarter
Arten delas in i följande underarter:
- H. m. momeitensis
- H. m. mediodiscoprolongata